# Jacob Bertrand
Jacob Bertrand (Los Angeles, 2000. március 6. –) amerikai színész.
Legismertebb alakítása Kirby Buckets a 2014 és 2017 között futó Kirby Buckets kalandjai című sorozatban. A Cobra Kai című sorozatban is látható főszereplőként.

## Pályafutása
Főszereplő volt a Marvin, Marvin című sorozatban. Gil szereplőt szólaltatta meg a Bubbi Guppik animációs sorozat 2. évadjában. Vendégszerepelt az iCarly című sorozatban. Charlie-ként szerepelt A Murphy átok című fantasy-vígjátékban. 2018-tól a YouTube Premium / Netflix sorozatában a Cobra Kai-ban szerepel.

## Filmográfia

### Film
| Év   | Magyar cím                     | Eredeti cím                     | Szerep                          | Magyar hang     |
| ---- | ------------------------------ | ------------------------------- | ------------------------------- | --------------- |
| 2018 | Ready Player One               | Ready Player One                | iskolás fiú                     |                 |
| 2016 | Csere                          | The Swap                        | Jack Malloy                     | Boldog Gábor    |
| 2014 | Hazárdjáték                    | The Gambler                     | kisgyerek                       |                 |
| 2014 |                                | Neckpee Island                  | OB                              |                 |
| 2013 | A Murphy átok                  | Jinxed                          | Charlie Murphy                  | Boldog Gábor    |
| 2013 | Tom és Jerry – Az óriás kaland | Tom and Jerry's Giant Adventure | Jack (hang)                     | Szvetlov Balázs |
| 2012 | Az öt legenda                  | Rise of the Guardians           | Monty (hang)                    | Császár András  |
| 2012 |                                | Little Red Wagon                | gyerek                          |                 |
| 2012 | ParaNorman                     | ParaNorman                      | Blithe Hollow Townperson (hang) |                 |
| 2012 |                                | Sunset Stories                  | Danny                           |                 |
| 2009 |                                | Duress                          | Thomas Wilkins                  |                 |

### Televízió
| Év        | Magyar cím               | Eredeti cím          | Szerep                 | Megjegyzések                            |  |
| 2018–2025 | Cobra Kai                | Cobra Kai            | Eli Moskowitz / Sólyom | főszereplő magyar hangja Kenéz Ágoston  |  |
| 2017      | Az Oroszlán őrség        | The Lion Guard       | Chama (hang)           | 1 epizód: Rafiki szomszédot kap         |  |
| 2014–2017 | Kirby Buckets kalandjai  | Kirby Buckets        | Kirby Buckets          | főszereplő magyar hangja Boldog Gábor   |  |
| 2013–2016 | Bubbi Guppik             | Bubble Guppies       | Gil (hang)             | főszereplő magyar hangja Berkes Bence   |  |
| 2012–2013 | Marvin, Marvin           | Marvin Marvin        | Henry Forman           | főszereplők magyar hangja Boldog Gábor  |  |
| 2012      | Korra legendája          | The Legend of Korra  | Noatak fiatalon (hang) | 1 epizód: Lappangó titkok               |  |
| 2012      | iCarly                   | iCarly               | Chip Chambers          | 1 epizód: Chip háború                   |  |
| 2011      | Balfékek                 | Community            | Jeff Winger fiatalon   | 1 epizód: Csocsó és éjszakai éberizáció |  |
| 2011      | Városfejlesztési osztály | Parks and Recreation | Darren                 | 1 epizód: Pawnee Rangers                |  |
| 2011      |                          | Homeschooled         | Abel                   | mellékszereplő                          |  |
| 2011      | A semmi közepén          | The Middle           | Jake                   | 1 epizód: Valentin nap II.              |  |
| 2011      | A köpeny                 | The Cape             | Alfa-fiú               | 1 epizód: Kozmo                         |  |